# Axel Petersen
Axel Karl Petersen (Copenhague, 10 de dezembro de 1887 - 20 de dezembro de 1968) foi um futebolista dinamarquês, medalhista olímpico.
Axel Karl Petersen competiu nos Jogos Olímpicos de Verão de 1912 em Estocolmo. Ele ganhou a medalha de prata.